# Aïn Fezza
Aïn Fezza (em árabe: عين فزة) é uma cidade e comuna localizada na província de Tremecém, no noroeste da Argélia. Em 2008, sua população era de 11 053 habitantes.